# معبد بینگ‌لینگ
معبد بینگ‌لینگ (چینی ساده: 炳灵寺; چینی سنتی: 炳靈寺; پین‌یین: Bǐnglíng Sì) مجموعه‌ای از غارهاییست که با مجسمه‌سازی بودایی پر شده‌اند و در کنار رود زرد قرار دارند. این بنا به درستی در شمال جایی قرار دارد که رود زرد به سد لیوجیاکسیا می‌ریزد. از دید مدیریتی، این سایت در شهرستان یونگجینگ، ولایت خودمختار لینشیا هوئی در استان گانسو و ۱۰۰ کیلومتر (۶۲ مایل) جنوب‌شرقی لانژو قرار دارد. این معبد، در کنار هشت سایت دیگر در جاده ابریشم، در سال ۲۰۱۴ به عنوان یک میراث جهانی یونسکو ثبت شدند.